# Chronique de Kiev
La Chronique de Kiev  est une chronique slave orientale de la Rus' de Kiev, rédigée vers 1200 au monastère Saint-Michel-de-Vydoubytch comme suite de la Chronique des temps passés. Seul un exemplaire nous est parvenu : la Chronique d'Ipatiev du XVe siècle, où elle est située entre la Chronique des temps passés et la Chronique gallicienne-volhynienne. Elle couvre la période de 1118, où la Chronique primaire se termine, jusqu'en 1200, bien que sa dernière entrée soit datée, à tort, à 1199. Une dernière brève notice mentionne le début du règne de Roman Mstislavitch comme « autocrate de toute la Russie » en 1201. 
Parmi les sources utilisées par le chroniqueur anonyme figurent une chronique de la ville de Pereiaslav, des chroniques de maison de la dynastie Riourikide (en particulier de Rurik Rostislavitch, Igor et Oleg Sviatoslavitch et Vladimir Glebovitch) et une chronique du monastère des Laure des Grottes de Kiev. Un rédacteur ajoute des éléments de la Chronique galicienne-volhynienne au treizième siècle. Parce que ses sources, à l'exception de la chronique monastique, sont profanes et n'ont probablement pas été écrites par des moines, la Chronique de Kiev est une histoire politico-militaire de la désintégration de la Russie de Kiev. Elle contient un récit historiographique des événements célébrés dans l'épopée Le Dit de la campagne d'Igor, dans laquelle la séquence de base des événements est la même. Elle contient également un récit passionnel du martyre du prince Igor Olgovitch en 1147.
La Chronique de Kiev contient des références à la chute de Jérusalem en 1187 et à la mort de l'empereur Frédéric Barberousse lors de la troisième croisade en 1190.